# Henckelia procumbens
Henckelia procumbens är en tvåhjärtbladig växtart som beskrevs av Brian Laurence Burtt. Henckelia procumbens ingår i släktet Henckelia och familjen Gesneriaceae. Inga underarter finns listade i Catalogue of Life.